# Akola
Akola è una città dell'India di 399.978 abitanti, capoluogo del distretto di Akola, nello stato federato del Maharashtra. In base al numero di abitanti la città rientra nella classe I (da 100.000 persone in su).

## Geografia fisica
La città è situata a 20° 43' 60 N e 77° 0' 0 E e ha un'altitudine di 282 m s.l.m..

## Società

### Evoluzione demografica
Al censimento del 2001 la popolazione di Akola assommava a 399.978 persone, delle quali 206.433 maschi e 193.545 femmine. I bambini di età inferiore o uguale ai sei anni assommavano a 50.637, dei quali 26.269 maschi e 24.368 femmine. Infine, coloro che erano in grado di saper almeno leggere e scrivere erano 301.311, dei quali 164.277 maschi e 137.034 femmine.